# دانا إتش بورن
دانا إتش بورن (بالإنجليزية: Dana H. Born)‏ هي ضابطة أمريكية، ولدت في 1960.

## معرض صور

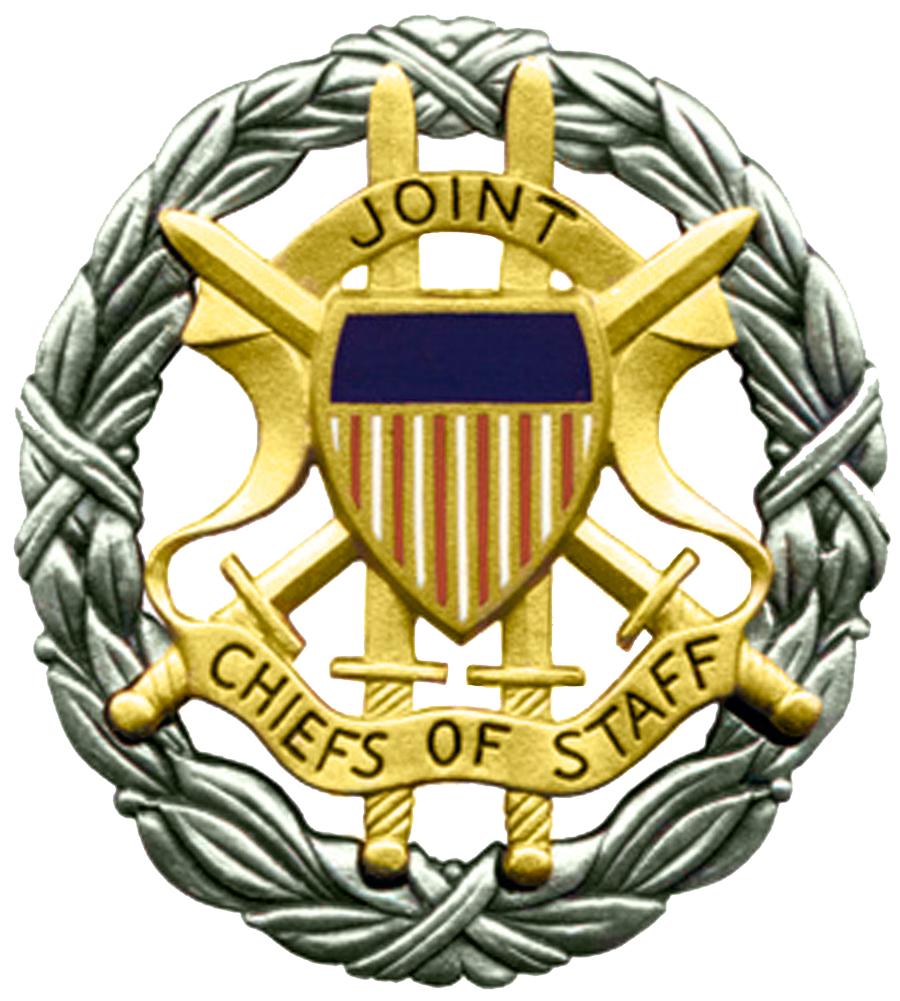
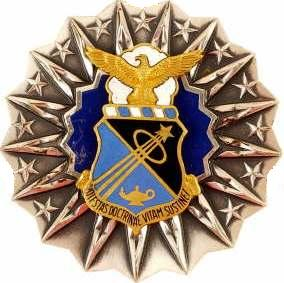
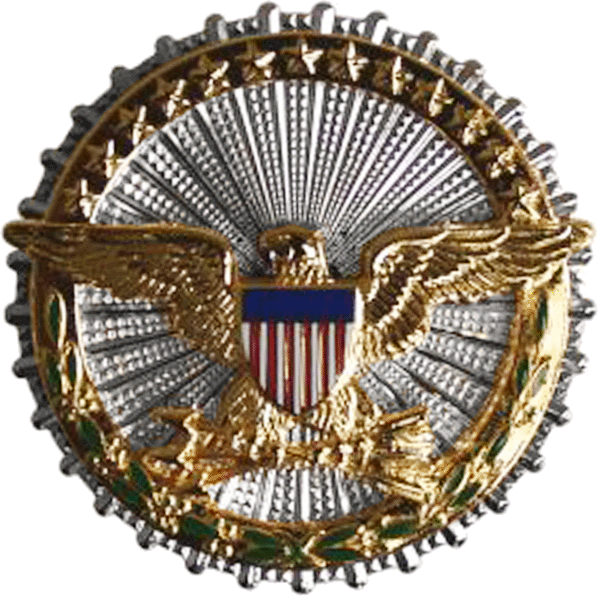